# Tagebau Meuro

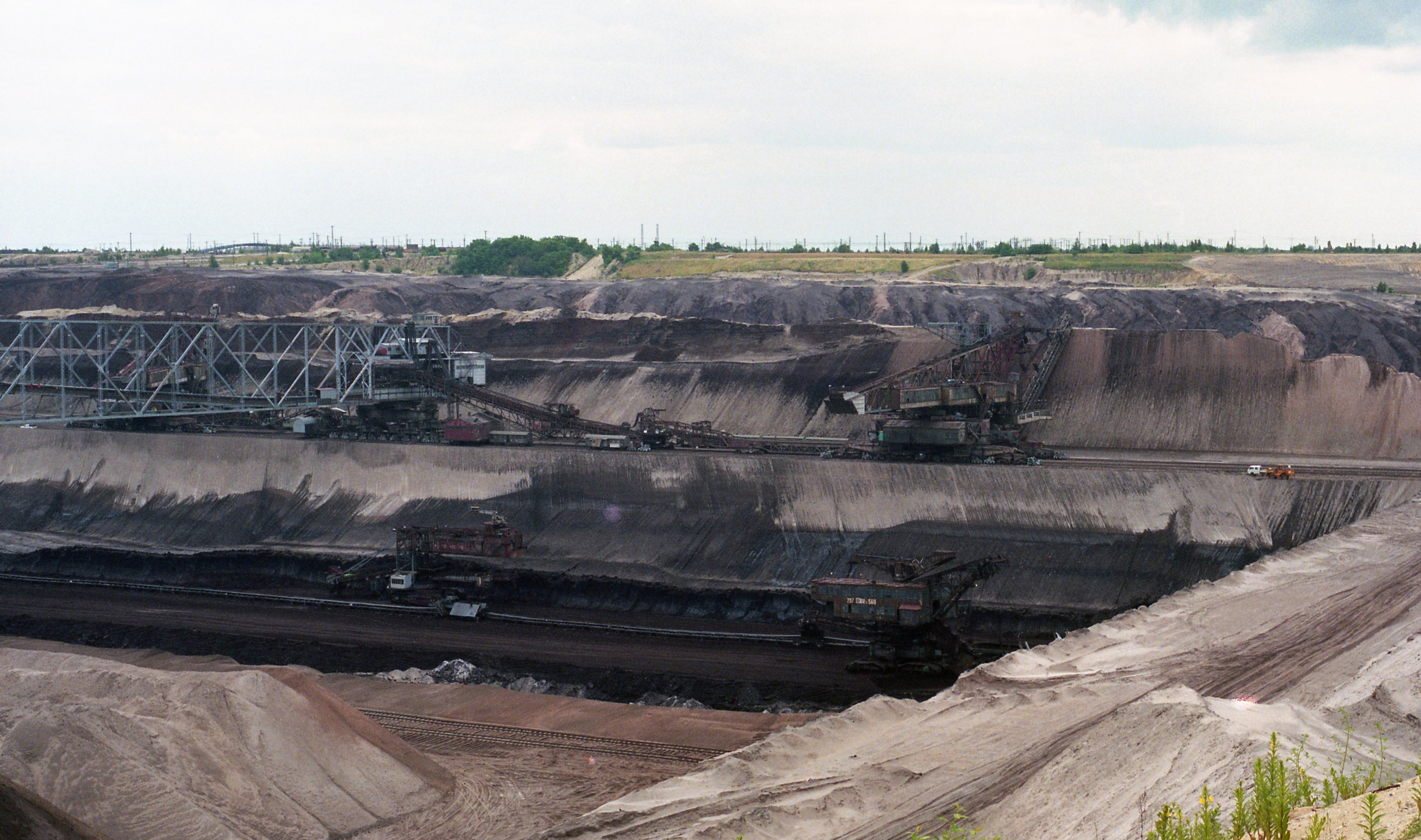
Tagebau Meuro 1999

Der Tagebau Meuro, benannt nach dem brandenburgischen Ort Meuro, war ein von 1958 bis 1999 betriebener Braunkohletagebau im Lausitzer Braunkohlerevier. Durch kontrollierte Flutung wurde er im Rahmen der Rekultivierung in den Großräschener See umgewandelt.

## Geografie
Der Tagebau lag in der Niederlausitz im  Niederlausitzer Braunkohlerevier. Abgebaut wurde Braunkohle des Lausitzer Unterflözes (2. Lausitzer Flözhorizont), das durch pleistozäne Erosion des eiszeitlichen Schmelzwassers in eine Vielzahl von Feldern zerschnitten war.
Der Tagebau lag nördlich der Stadt Senftenberg und südlich von Großräschen. Im Westen begrenzte ihn die  Bundesautobahn 13, im Osten die Bahnstrecke Priestewitz–Cottbus und im Norden die Bundesstraße 96.

## Geschichte

Abbaufolge 2. Lausitzer Flöz Tagebau Meuro (Hauptfeld blau, Großräschener Feld rot) auf eine Karte aus dem Jahr 2000 aufgelegt

Tagebau Meuro Im Jahr 2008: Die Flächen sind weitestgehend saniert und der Großräschener See füllt sich

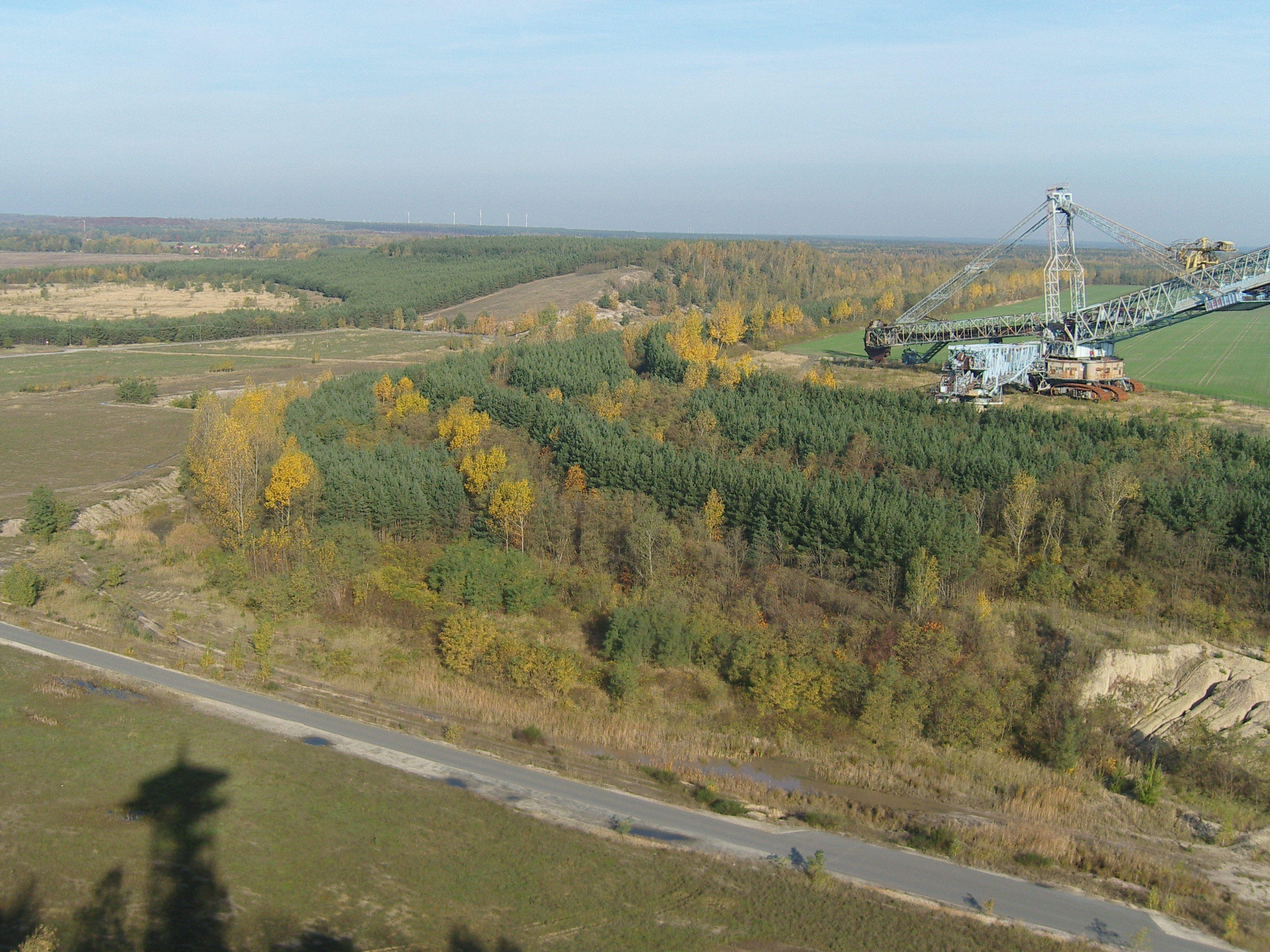
Blick vom Aussichtsturm Hörlitz auf die ehemalige Tagebaukante

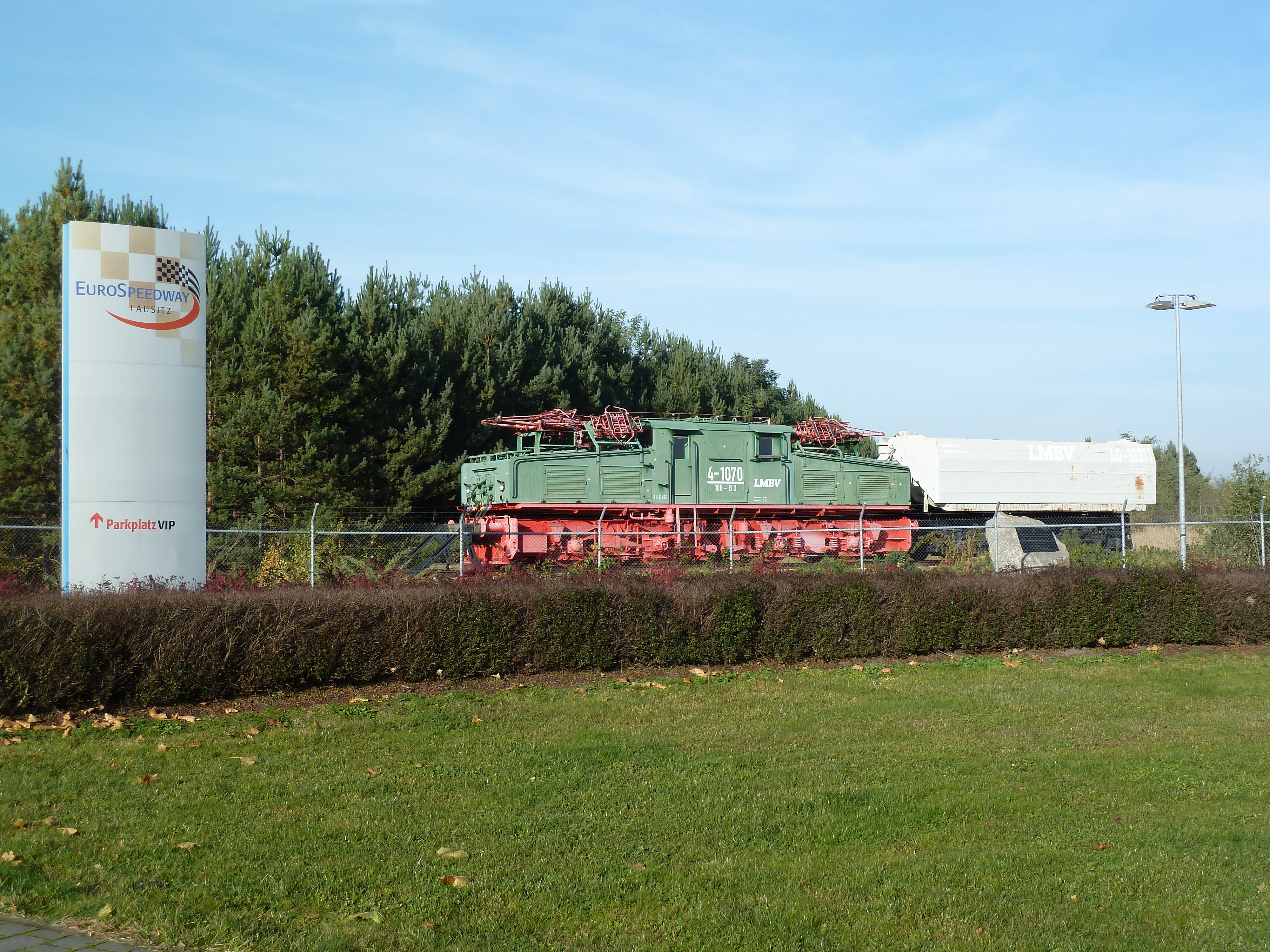
Bergbau-Denkmalzug am Parkplatz des DEKRA Lausitzring

Im Jahr 1958 begannen die Entwässerungsarbeiten. Zwei Jahre später, 1960, erfolgten die Aufschlussarbeiten. Der Tagebau bestand aus dem Hauptfeld und den zwei Teilfeldern Hörlitz und Großräschen. Der Aufschluss erfolgte in nordöstlicher Richtung. Von 1965 bis 1970 förderte der Tagebau im Teilfeld Hörlitz, von 1970 bis 1988 im Hauptfeld und anschließend von 1988 bis 1999 im Teilfeld Großräschen Braunkohle.

## Braunkohlenutzung
Die geförderte Braunkohle wurde an die umliegenden Brikettfabriken Fortschritt, Brieske, Meurostolln, Sonne, Aufstieg und Rosa-Luxemburg sowie an die Kraftwerke Brieske, Sonne, Jänschwalde und Schwarze Pumpe geliefert.
Insgesamt wurden 300 Millionen Tonnen Rohbraunkohle gefördert.

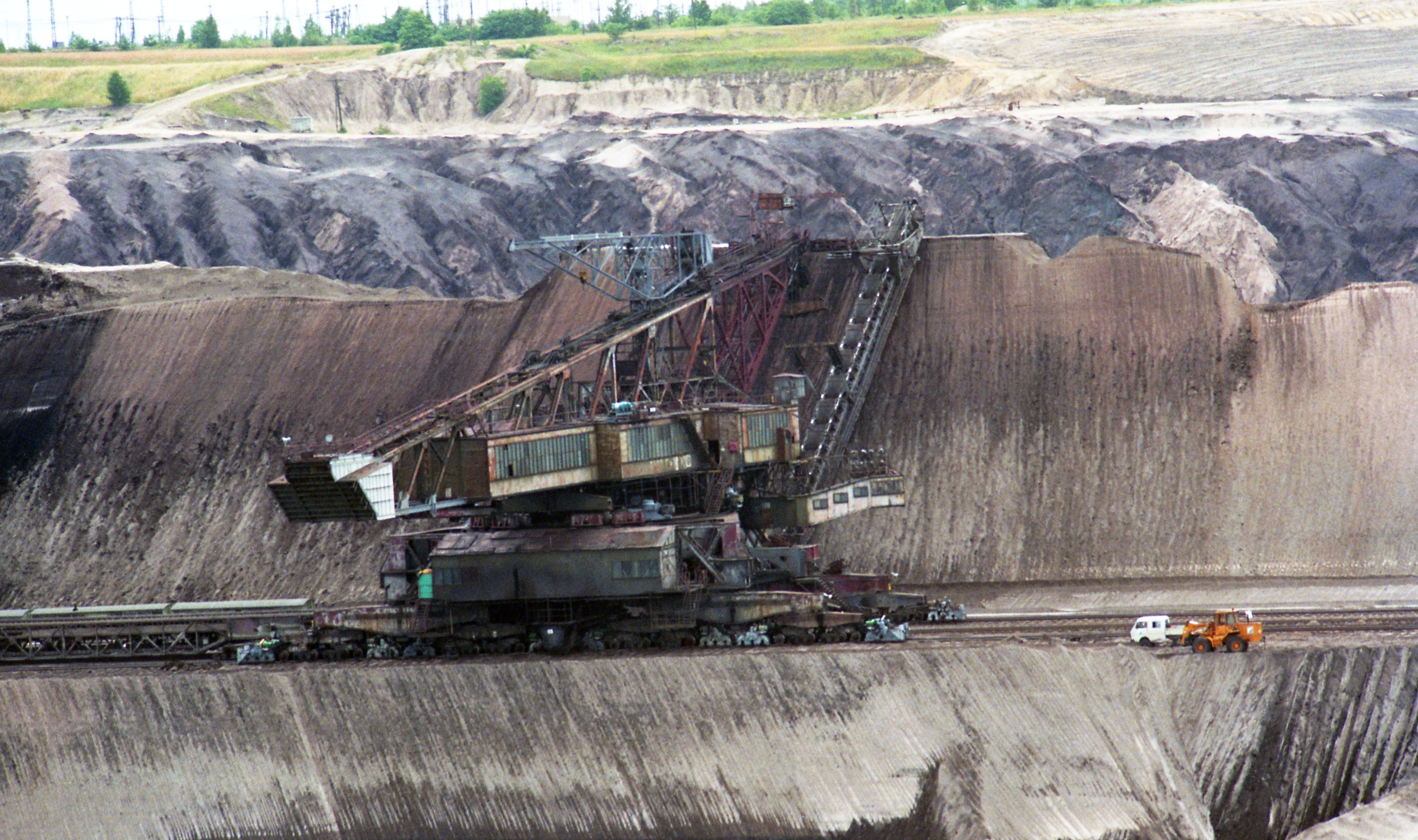
Eimerkettenbagger im Tagebau Meuro
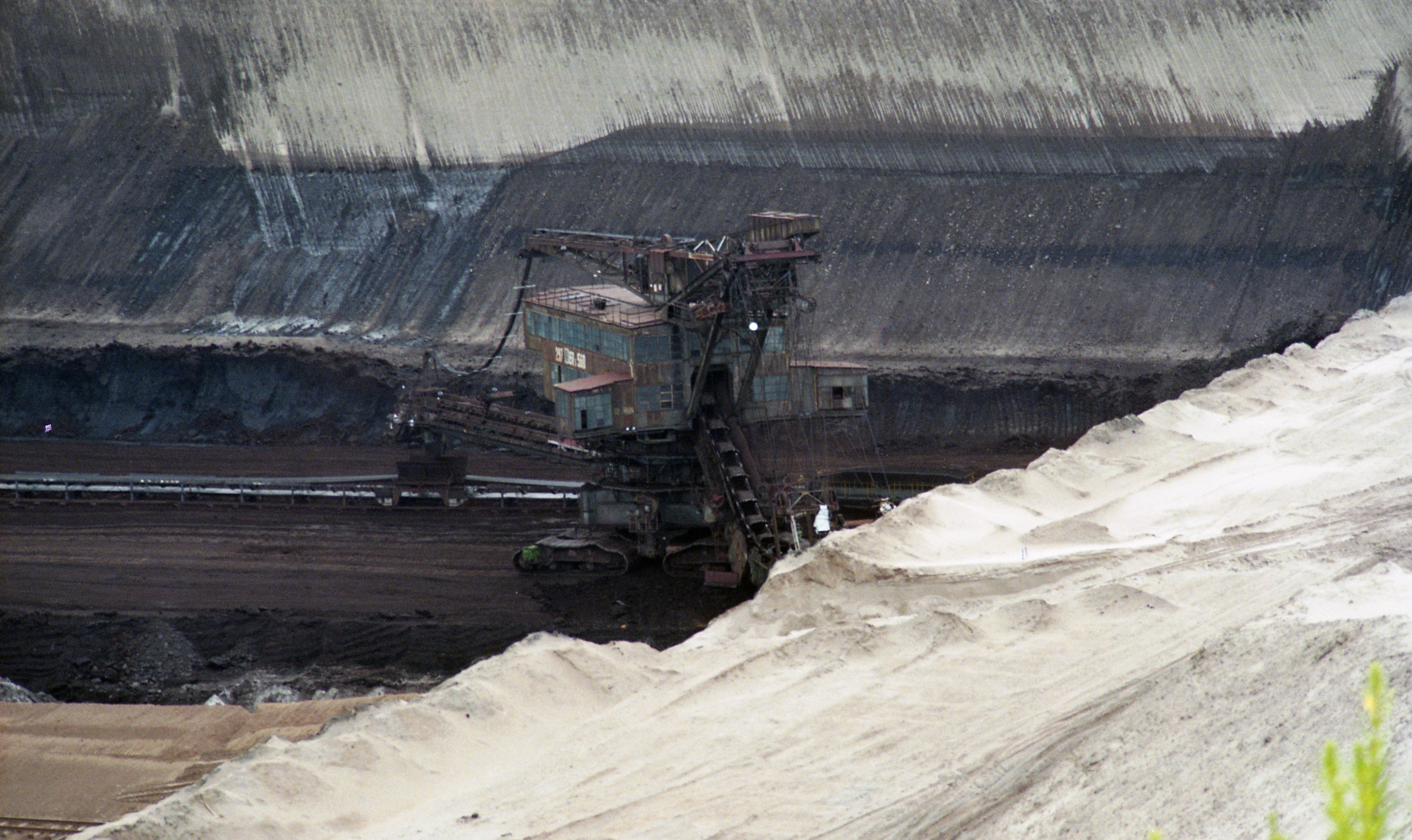
Eimerkettenbagger im Tagebau Meuro
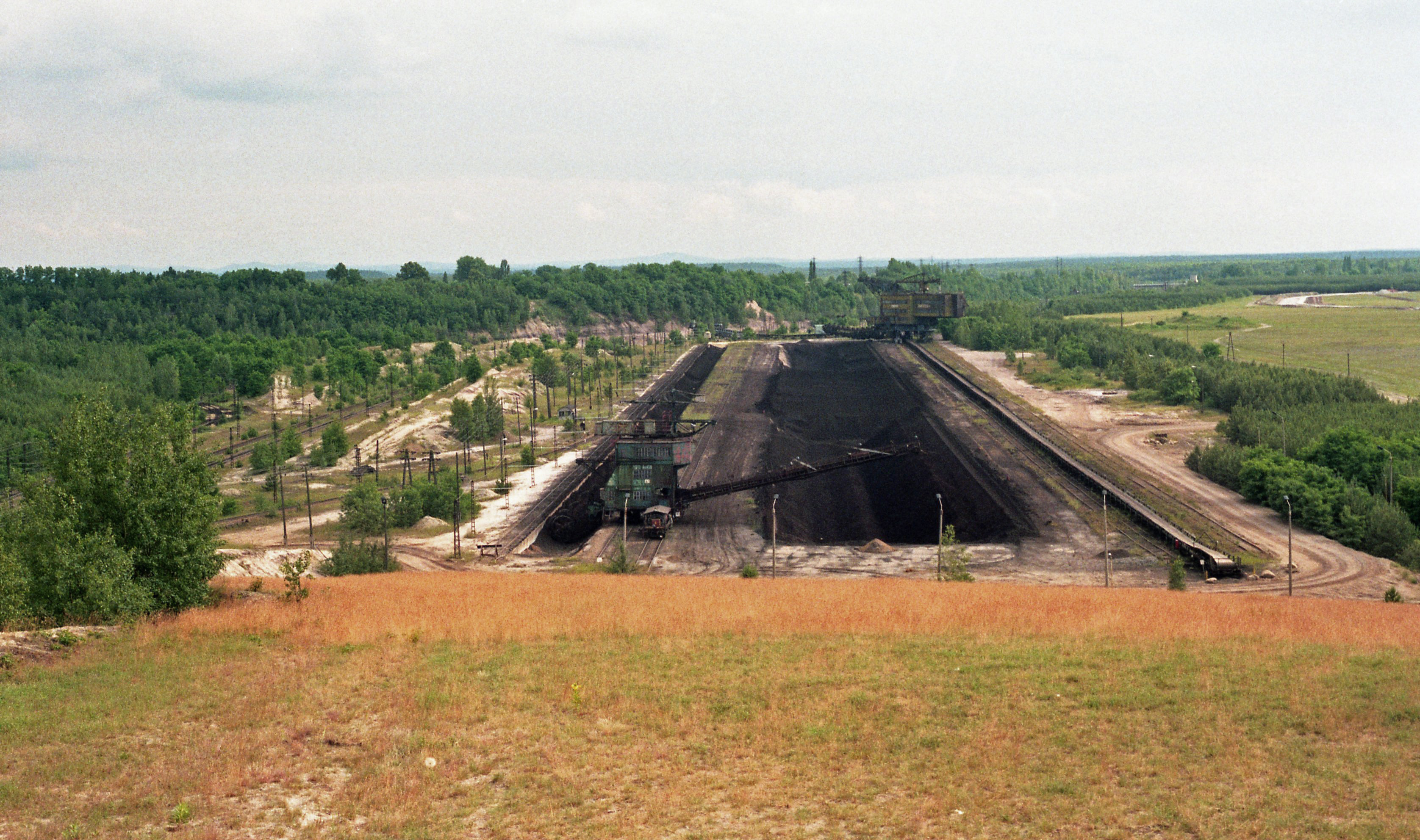
Braunkohleverladeanlage des Tagebaus Meuro
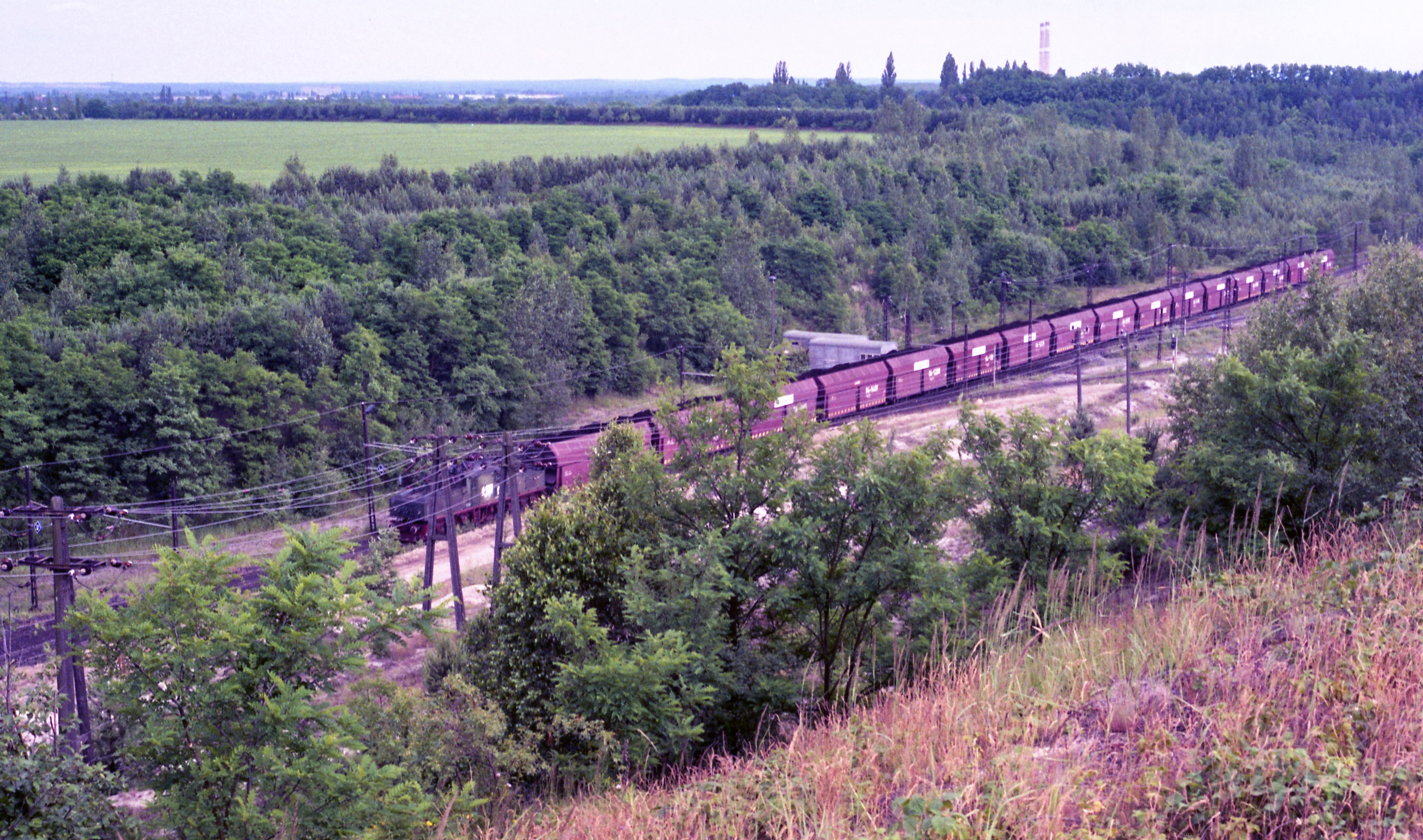
Braunkohlezug bei Meuro

## Orts- und Flächeninanspruchnahme
Der Tagebau nahm eine Fläche von 3583 Hektar in Anspruch. 1840 Millionen Kubikmeter Abraum wurden bewegt. Dabei wurden zahlreiche Orte teilweise oder vollständig devastiert. Die Orte Sauo, Rauno und Reppist sowie Bückgen, der spätere Ortsteil Großräschen-Süd, wurden komplett abgebaggert. Einwohner der Orte Sedlitz, hier der Ortsteil Anna-Mathilde, Senftenberg, Hörlitz sowie aus dem namensgebenden Ort Meuro mussten teilweise umgesiedelt werden.
Die Umsiedelung begann 1960 mit 400 Einwohnern aus Hörlitz und 20 aus Meuro. Umgesiedelt wurden weiterhin die 760 Einwohner von Sauo bis zum Jahr 1971, 60 Einwohner aus Rauno bis zum Ortsabbruch in den Jahren 1983/1984, sowie 170 Einwohner aus Reppist, das 1986/1987 abgebaggert wurde. In Bückgen wurden sogar 2510 Einwohner bis zum Abbruch 1989/90 umgesiedelt.
Aufgrund der Teilortsabbrüche siedelte man von 1983 bis 1987 Teile der Einwohnerschaft Senftenbergs und 685 Einwohner aus Sedlitz um.

## Sanierung und touristische Nutzung

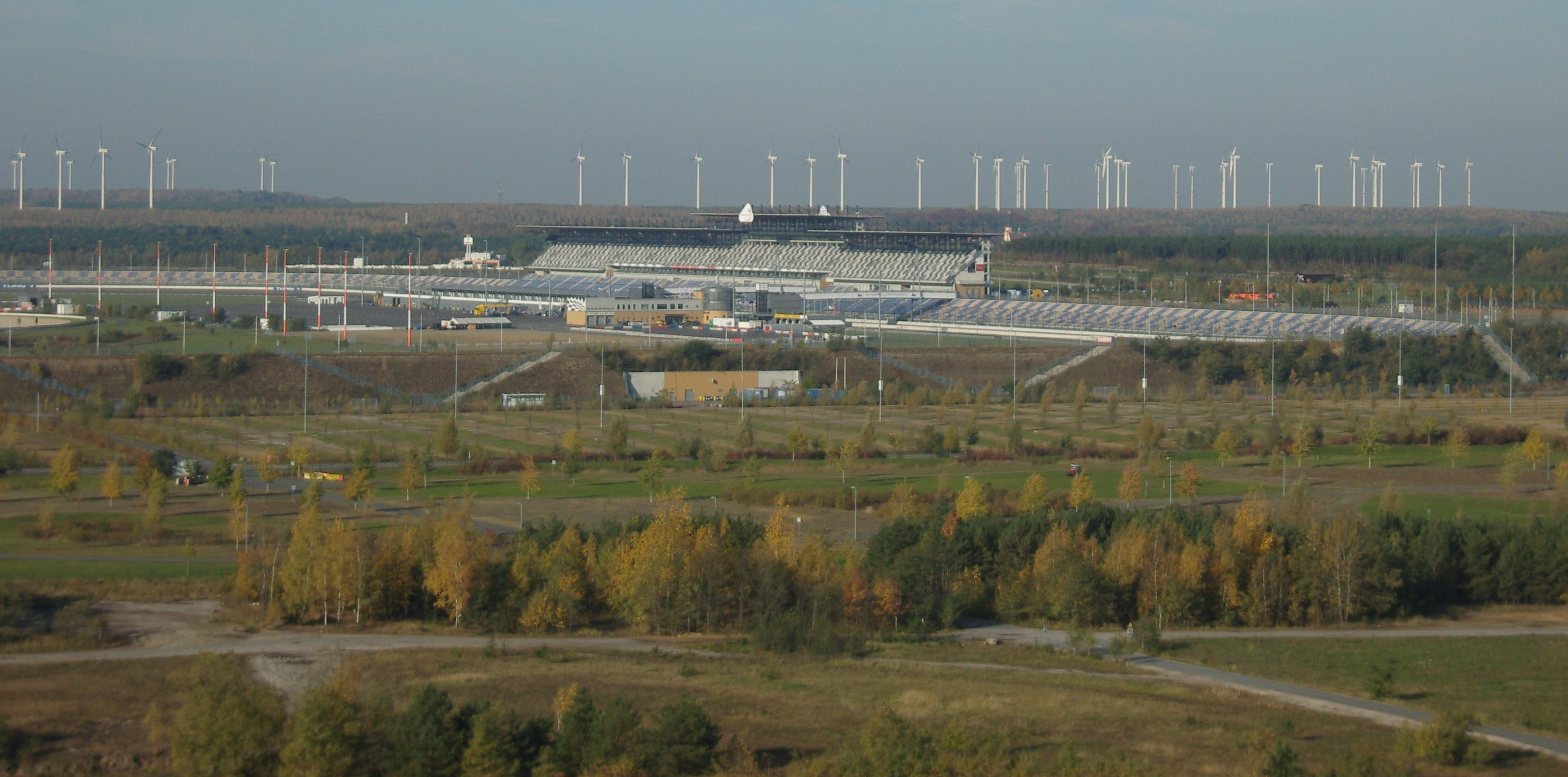
DEKRA Lausitzring

Die Lausitzer und Mitteldeutsche Bergbau-Verwaltungsgesellschaft (LMBV) sanierte das Gebiet des ehemaligen Tagebaus. Dabei wurden die gekippten Böschungen abgeflacht, ehemalige Deponien entfernt oder gesichert, sowie Infrastruktur geschaffen und ehemalige Tagebauanlagen rückgebaut. Des Weiteren erfolgte eine Hebung und Reinigung des Tagebauwassers.
Die neu entstandenen Flächen der Bergbaufolgelandschaft dienen der wirtschaftlichen und touristischen Nutzung. Aus dem ehemaligen Tagebau Meuro entstand durch Flutung des Restloches bis 2018 der Großräschener See. Im Januar 2018 lag der Wasserspiegel bei 98,5 m ü. NHN.

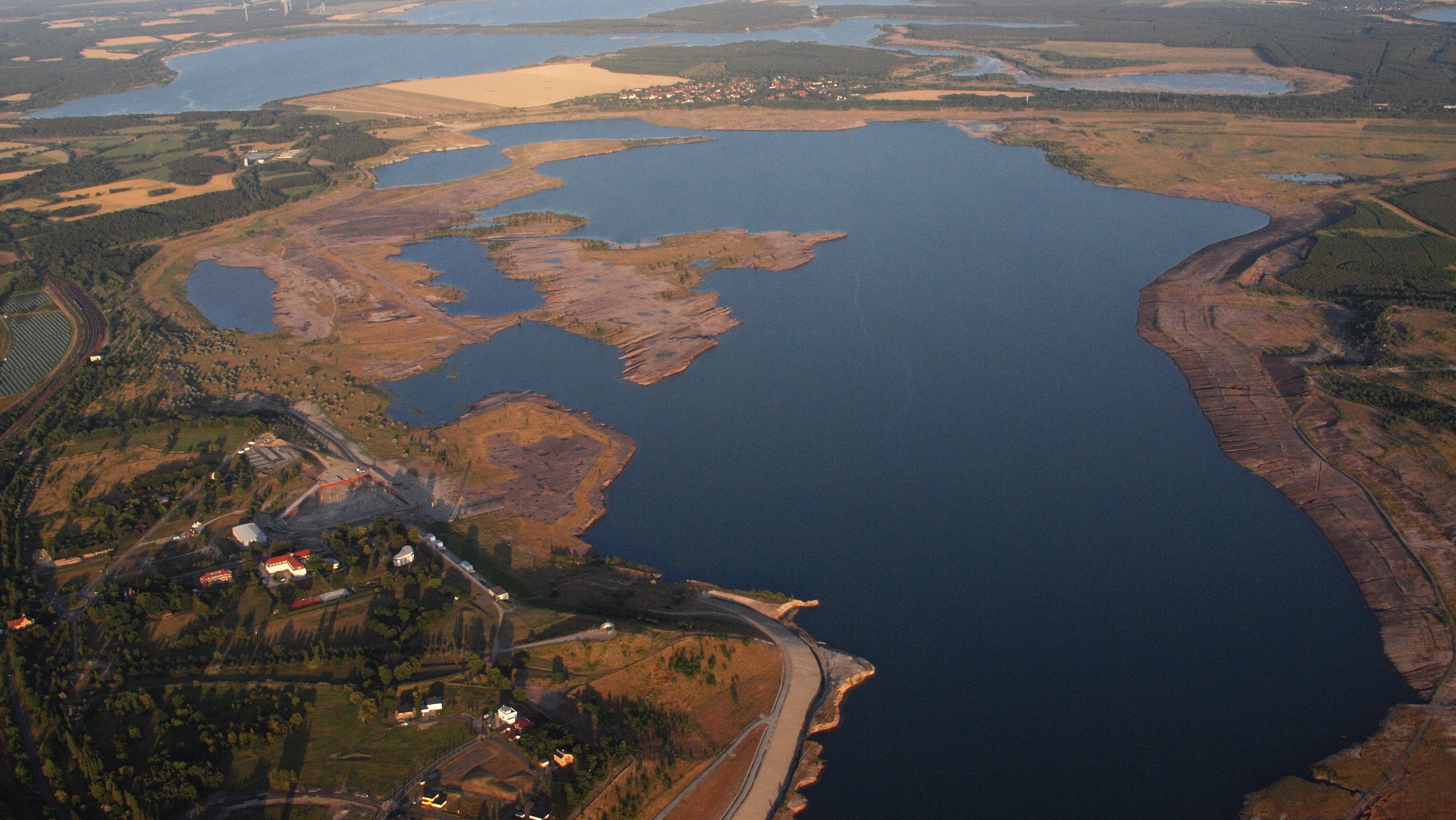
Großräschener See, Luftaufnahme (2015)

Der Großräschener See ist über den Ilse-Kanal mit dem Sedlitzer See verbunden, der aus dem Tagebau Sedlitz entstanden ist. Im Westteil des Tagebaus entstehen der sogenannte Ilseweiher und der Meurosee.
Auf dem wiederaufgefüllten Gelände des Teilfeldes Hörlitz entstand die Motorrennstrecke Lausitzring. Die Internationale Bauausstellung Fürst-Pückler-Land präsentiert sich am Ufer des zukünftigen Sees in Großräschen an den IBA-Terrassen in einem Ausstellungs- und Informationszentrum. Dieses ist auch Station der Europäischen Route der Industriekultur. Im Jahr 2005 wurde am Großräschener See die Seebrücke, der zukünftige Bootssteg, errichtet.
Am südwestlichen Rand des Tagebaus steht seit 2003 der Schaufelradbagger 1473 (aufgrund der Farbgebung auch  Blaues Wunder genannt). Er war seit 1965 nahezu durchgehend im Tagebau Meuro im Einsatz und blieb als einziges Tagebaugerät vor Ort erhalten. Anfang 2019 wurde jedoch bekannt, dass der Bagger verschrottet werden soll. Gegen dieses Vorhaben regte sich Bürgerprotest und das Landesamt für Denkmalpflege setzte den Bagger auf die Landesdenkmalliste. Aufgrund seines fortschreitenden Verfalls, der ein Sicherheitsrisiko darstelle, und weiteren Vandalismusschäden forderten die örtlichen Bürgermeister im August 2024 die Streichung von der Denkmalliste und Verschrottung, oder die Übernahme der Verantwortung durch das Land Brandenburg.